# باراس، ریزال
باراس، ریزال (به لاتین: Baras, Rizal) یک منطقهٔ مسکونی در فیلیپین است که در ریزال واقع شده‌است.